# Pniewy (Mazovië)
Pniewy is een dorp in het Poolse woiwodschap Mazovië, in het district Grójecki. De plaats maakt deel uit van de gemeente Pniewy.